# Atascosa County
Atascosa County är ett administrativt område i delstaten Texas, USA. År 2010 hade countyt  44 911 invånare (2010). Den administrativa huvudorten (county seat) är Jourdanton. Området har fått sitt namn från floden Atascosa river. 

## Geografi
Enligt United States Census Bureau har countyt en total area på 3 200 km². 3 191 km² av den arean är land och 9 km² är vatten. 

### Angränsande countyn
- Bexar County - nord
- Wilson County - nordost
- Karnes County - öst
- Live Oak County - sydost
- McMullen County - syd
- La Salle County - sydväst
- Frio County - väst
- Medina County - nordväst

### Orter i Atascosa County
- Charlotte, Texas
- Jourdanton
- Lytle (delvis)
- Pleasanton
- Poteet
- Christine, Texas